# 克凯尼
克凯尼，是匈牙利巴兰尼亚州所辖的一个村。总面积4.89平方公里，总人口604，人口密度123.5人/平方公里（2011年1月1日）。